# 荷斯安山
荷斯安山（Mount Hotham）是澳大利亞大分水嶺東南部維多利亞阿爾卑斯山的一個山峰，地處維多利亞州。荷斯安山位於墨爾本東北約746（464英里），海拔高度1,862（6,109英尺）。荷斯安山是一個著名的滑雪度假地，也被劃入阿爾卑國家公園的範圍內。

## 外部連結
- The Official site for Melbourne, Victoria, Australia: Mount Hotham